# Гай Юлій Юл (консул 482 року до н. е.)
Гай Юлій Юл (лат. Gaius Iulius Iullus; 515 до н. е. — після 449 до н. е.) — політичний та військовий діяч Римської республіки.

## Життєпис
Походив з патриціанського роду Юліїв. Син Гая Юлія Юла, консула 489 року до н. е.. Прихильник плебсу. 
У важкій боротьбі його було обрано консулом на 482 рік до н. е. разом з Цезоном Фабієм Вібуланом. Під час своєї каденції з перемінним успіхом воював проти міста Вейї.
У 451 році до н. е. обраний децемвіром для запису законів. Викликав на суд центуріатних коміцій Луція Сестія, підозрюваного у вбивстві, хоча мав право стратити його своєю владою без апеляції. У 449 році до н. е. був одним з трьох послів сенату до плебеїв, яку пішли на Авентінський пагорб. Подальша доля невідома.

## Родина
- Гай Юлій Юл, консул 447 року до н. е.